# Cryptographis translucidalis
Cryptographis translucidalis là một loài bướm đêm trong họ Crambidae.